# 多里村
多里村（たりそん）は、かつて鳥取県日野郡にあった村で、現在の日野郡日南町の一部にあたる。

## 歴史
- 1889年（明治22年）10月1日、町村制の施行により、日野郡多里村、萩原村、上萩山村、湯河村、新屋村が合併して多里村が発足[1]。
- 1959年（昭和34年）4月1日に日野郡伯南町、高宮村、石見村、福栄村と合併し、日南町を新設して廃止された[1]。